# Jacqueline Börnerová
Jacqueline Börnerová (* 30. března 1965 Wismar), provdaná Schubertová, je bývalá východoněmecká a německá rychlobruslařka.
Na mezinárodních závodech debutovala v roce 1982, v lednu 1986 se objevila v premiérovém ročníku Světového poháru (SP). Pravidelně v SP začala závodit v sezóně 1986/1987, kdy rovněž startovala na Mistrovství světa ve víceboji (5. místo) a na Mistrovství Evropy, kde vybojovala bronzovou medaili. Stejných výsledků na světovém šampionátu ve víceboji i na Mistrovství Evropy dosáhla v roce 1989. V následující sezóně 1989/1990 zvítězila v celkovém hodnocení Světového poháru v závodech na 1500 m a získala stříbrnou medaili na evropském šampionátu a zlatou na Mistrovství světa ve víceboji. Startovala na Zimních olympijských hrách 1992, kde vyhrála závod na 1500 m a na trati 3000 m byla osmá. V následujících letech již nedokázala navázat na svoji výkonnost z přelomu 80. a 90. let 20. století, aktivní závodní kariéru ukončila na konci roku 1996.
V roce 2004 se vdala za svého bývalého trenéra Thomase Schuberta.